# Vieux Samer
 (octobre 2023).
Si vous disposez d'ouvrages ou d'articles de référence ou si vous connaissez des sites web de qualité traitant du thème abordé ici, merci de compléter l'article en donnant les références utiles à sa vérifiabilité et en les liant à la section « Notes et références ».
Vieux Samer (se prononce "samé") est une marque commerciale apposée sur un fromage français. Il est fabriqué dans le Pas-de-Calais, dans le pays boulonnais, par le GAEC des Prés Saint Wulmer à Samer. Il est typique de la famille des fromages fermiers du nord de la France. 

## Présentation
C'est un fromage au lait cru de vache à pâte molle à croûte lavée. Il faut plusieurs lavages et brossages pour obtenir une croûte jaune pâle. 